# 264 Любуша
264 Любуша (264 Libussa) — астероїд головного поясу, відкритий 22 грудня 1886 року Христіаном Петерсом.